# Генезис (геология)
Ге́незис (греч. Γένεσις, Γένεση — происхождение, возникновение, (за)рождение) — в геологии происхождение каких-либо геологических образований: горных пород, месторождений полезных ископаемых и др., возникших в определённых условиях при воздействии геологических процессов. 
Выявление генезиса имеет основное значение для понимания природы геологических образований, для правильного направления поисков полезных ископаемых, для разработки общих теорий геологических процессов, например процессов рудообразования 
и др. (см. Генезис рудных месторождений).